# GP Brda-Collio 2024
De eerste editie van de wielerwedstrijd GP Brda-Collio vond plaats op 19 maart 2024. De 174 deelnemers startten in Dobrovo en moesten tien rondjes (150,5 kilometer in totaal) over Sloveens en Italiaans grondgebied afleggen, alvorens in dezelfde stad weer te finishen. De wedstrijd maakte deel uit van de UCI Europe Tour, met de categorie 1.2. De Pool Marcin Budziński won, voor zijn landgenoot Patryk Stosz en Thomas Capra uit Italië.

## Uitslag
| Plaats  | Naam                 | Ploeg                              | Tijd     |
| ------- | -------------------- | ---------------------------------- | -------- |
| Winnaar | Marcin Budziński     | Mazowsze Serce Polski              | 3u19'13" |
| 2       | Patryk Stosz         | Felt Felmermayr                    | z.t.     |
| 3       | Thomas Capra         | CTF Victorious                     | z.t.     |
| 4       | Tilen Finkšt         | Adria Mobil                        | z.t.     |
| 5       | Simone Buda          | Solme-Olmo                         | z.t.     |
| 6       | Dylan Hopkins        | Ljubljana Gusto Santic             | z.t.     |
| 7       | Mattia Negrente      | Astana Qazaqstan Dev.              | z.t.     |
| 8       | Saveli Laptev        | Astana Qazaqstan Dev.              | z.t.     |
| 9       | Lorenzo Peschi       | General Store-Essegibi-F.lli Curia | z.t.     |
| 10      | Lü Xianjing          | China Glory-Mentech                | z.t.     |
| 11      | Natan Gregorčič      | Ljubljana Gusto Santic             | z.t.     |
| 12      | Žak Eržen            | CTF Victorious                     | z.t.     |
| 13      | Alessio Menghini     | General Store-Essegibi-F.lli Curia | z.t.     |
| 14      | Artur Sowiński       | Voster ATS                         | z.t.     |
| 15      | Alessandro Borgo     | CTF Victorious                     | z.t.     |
| 16      | Andrej Remche        | Astana Qazaqstan Dev.              | z.t.     |
| 17      | Zak Coleman          | XSpeed United                      | z.t.     |
| 18      | Giovanni Cuccarolo   | Zalf Euromobil Fior                | z.t.     |
| 19      | Stefan Kovar         | Hrinkow Advarics                   | z.t.     |
| 20      | Gregor Matija Černe  | mebloJOGI Pro-Concrete             | z.t.     |
|         |                      |                                    |          |
| 83      | Jorre Debaele        | Novapor Speedbike                  | + 2'23"  |
| 112     | Dennis van der Horst | Epronex-Hungary                    | + 6'05"  |